# 広島南道路

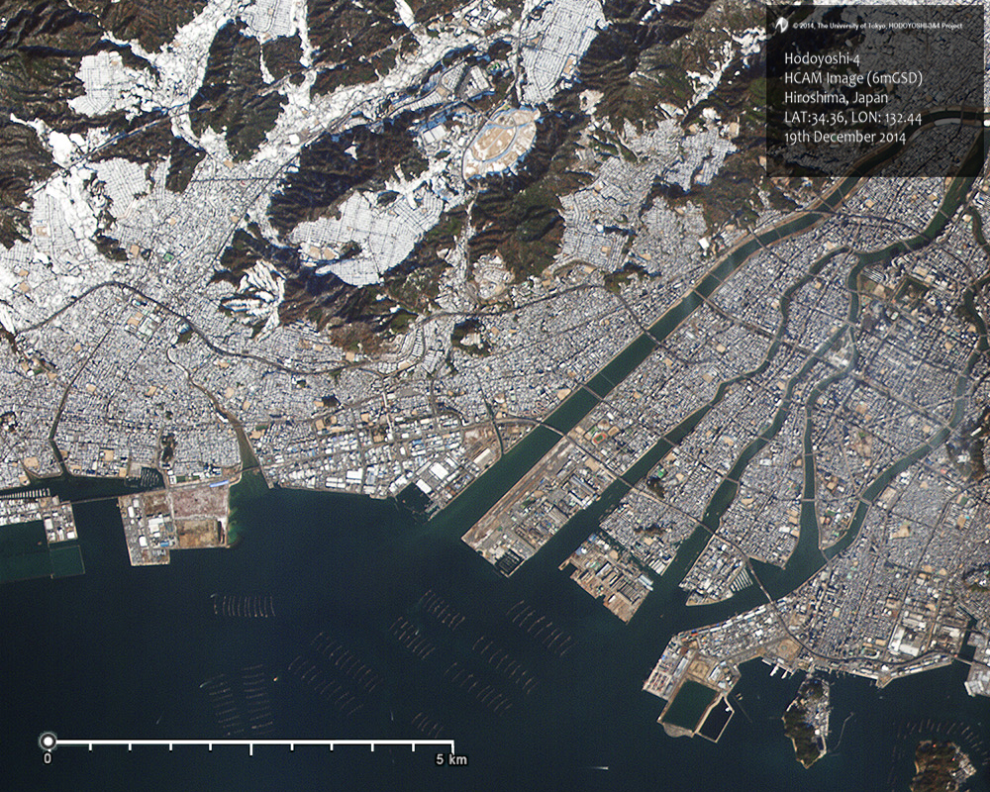
2014年。

広島南道路（ひろしまみなみどうろ）は、広島県の安芸郡海田町日の出町から廿日市市地御前に至る総延長 23.3 kmの道路。

## 概要
路線のほとんどは広島湾沿いを走る湾岸道路である。地域高規格道路「東広島廿日市道路」の一部である（他の区間は東広島バイパス・安芸バイパス）。
現在、海田町日の出町から広島市西区商工センター間での区間が事業化され、2014年3月23日までに、自動車専用道路のうち安芸郡坂町の海田大橋出入口から広島市南区の仁保JCTまでは臨港道路海田大橋として、仁保JCTから同市西区の観音出入口までが広島高速3号線として、観音出入口から同区の商工センター出入口までが広島市の整備する無料区間として、一部区間の街路が国道2号などとして、それぞれ開通している。
太田川放水路の観音地区側にはかつて広島西飛行場（現・広島ヘリポート）が存在していたため、橋梁方式で工事を進めた場合、滑走路の短縮によって飛行場の機能が低下する事から、飛行場の機能維持を求めてトンネル方式を主張する広島市と工費面から橋梁方式を主張する広島県との間で対立があったが、2004年5月31日に開催された藤田雄山知事（当時）と秋葉忠利広島市長（当時）のトップ会談によって橋梁方式（太田川大橋）での建設に合意した。

## 沿革
- 1988年（昭和63年）11月10日 : 海田町日の出町 - 宇品 (出島) 間都市計画決定。翌1989年（平成元年）に事業化[2]
- 1990年（平成2年）12月6日 : 臨港道路海田大橋（東部流通西出入口 - 仁保JCT間）併用開始[3]。
- 1994年（平成6年） : 海田大橋入口 - 日の出町交差点間の一般部2.2 kmが開通[2]。
- 1997年（平成9年）5月8日 : 宇品 (出島) - 廿日市市地御前間都市計画決定。同年、宇品 (出島) - 商工センター間事業化[2]。
- 2000年（平成12年） : 広島高速3号線仁保JCT - 宇品出入口間が開通[2]。
- 2002年（平成14年）10月 : 南区宇品海岸の一般部 1.3kmが開通[2]。
- 2010年（平成22年）4月 : 広島高速3号線宇品出入口 - 吉島出入口間が開通[2]。
- 2014年（平成26年）3月23日 : 吉島出入口 - 商工センター出入口間の自動車専用道路部分 (4.2 km) （うち吉島出入口 - 観音出入口間 (2.9 km) が広島高速3号線として有料、観音出入口 - 商工センター出入口間 (1.3 km) は無料）と広島市中区光南3丁目 - 同市西区観音新町4丁目間の一般道路部分がそれぞれ開通[1]。
- 2022年（令和4年）3月25日 : 木材港西 - 廿日市間を暫定2車線で事業化決定[4][5]

## 出入口・交差点等
- 全区間広島県内に所在。
- 施設名欄の背景色が■である部分は施設が供用されていない、または完成していない事を示す。未開通区間の施設名[6]は仮称。
- 下記の他、仁保JCT - 廿日市IC間の各出入口では並行する一般道路部と接続する。
- 路線名の特記がないものは市道。

### 自動車専用道路部
| 施設名                                           | 接続路線名                                                     | 起点から (km) | BS | 備考                                      | 所在地   | 所在地   |
| ------------------------------------------------ | -------------------------------------------------------------- | ------------- | -- | ----------------------------------------- | -------- | -------- |
| 東広島バイパス                                   |                                                                |               |    |                                           |          |          |
| 海田西IC                                         | 国道2号（新広島バイパス 海田ランプ）                           |               |    | 東広島方面出入口                          | 安芸郡   | 海田町   |
| 東部流通東出入口                                 | 県道276号矢野海田線                                            |               |    | 東広島方面出入口                          | 安芸郡   | 海田町   |
| 東部流通西出入口（仮称）                         | 県道276号矢野海田線                                            |               |    | 廿日市方面出入口                          | 安芸郡   | 坂町     |
| 仁保JCT                                          | 広島高速2号線 E31 広島呉道路                                   |               |    | 東広島方面⇔広島呉道路（呉方面）は通行不可 | 広島市   | 南区     |
| 宇品出入口                                       | 中広宇品線                                                     |               |    | 東広島方面出入口                          | 広島市   | 南区     |
| 出島出入口                                       |                                                                |               |    | 廿日市方面出入口                          | 広島市   | 南区     |
| 吉島出入口                                       |                                                                |               |    | 東広島方面出入口                          | 広島市   | 中区     |
| 江波出入口                                       |                                                                |               |    | 計画中。廿日市方面出入口                  | 広島市   | 中区     |
| 都市高速観音料金所                               | 広島高速3号線                                                  |               |    | 本線料金所                                | 広島市   | 西区     |
| 観音出入口                                       | 県道262号南観音観音線                                          |               |    | 廿日市方面出入口                          | 広島市   | 西区     |
| （名称未定）                                     | 広島高速道路南北線（構想）                                     |               |    |                                           | 広島市   | 西区     |
| 商工センター出入口                               | 観音井口線 西部流通環状線                                      |               |    | 東広島方面出入口                          | 広島市   | 西区     |
| 商工センター西出入口                             | 観音井口線 西部流通環状線                                      |               |    | 廿日市方面出入口                          | 広島市   | 西区     |
| 五日市東出入口                                   |                                                                |               |    | 東広島方面出入口                          | 広島市   | 佐伯区   |
| 五日市西出入口                                   |                                                                |               |    | 廿日市方面出入口                          | 広島市   | 佐伯区   |
| 木材港東出入口                                   |                                                                |               |    | 東広島方面出入口                          | 廿日市市 | 廿日市市 |
| 木材港西出入口                                   | 県道247号廿日市港線                                            |               |    | 廿日市方面出入口                          | 廿日市市 | 廿日市市 |
| 地御前出入口                                     | 国道2号（宮島街道）                                            |               |    | 東広島方面出入口                          | 廿日市市 | 廿日市市 |
| 地御前JCT                                        | 国道2号（西広島バイパス宮島・岩国方面） 益田廿日市道路（構想） |               |    | 西広島バイパス 広島方面との通行不可       | 廿日市市 | 廿日市市 |
| 廿日市IC                                         | 国道2号（広島岩国道路）                                        |               |    | 広島岩国道路直結                          |          |          |
| E2 国道2号広島岩国道路（山陽自動車道）に直結予定 |                                                                |               |    |                                           |          |          |

### 街路部
| 交差する道路                         | 交差する道路                         | 交差する場所 | 交差する場所 | 交差する場所     | 路線名    | 起点から (km) |
| ------------------------------------ | ------------------------------------ | ------------ | ------------ | ---------------- | --------- | ------------- |
| 県道276号矢野海田線                  |                                      |              |              |                  |           |               |
| 国道2号（新広島バイパス 海田ランプ） | 国道2号（新広島バイパス 海田ランプ） | 安芸郡       | 海田町       | 日の出町         | 県道276号 |               |
| 国道31号                             | 国道31号                             | 安芸郡       | 海田町       | 東部流通団地北口 | 県道276号 |               |
| 県道276号矢野海田線                  | 県道276号矢野海田線                  | 安芸郡       | 坂町         | 海田大橋入口     | 県道276号 |               |
| 海田大橋 （海田大橋出入口）          |                                      |              |              |                  |           |               |

| 交差する道路                                                | 交差する道路                                                | 交差する場所 | 交差する場所 | 交差する場所           | 路線名                | 起点から (km) |
| ----------------------------------------------------------- | ----------------------------------------------------------- | ------------ | ------------ | ---------------------- | --------------------- | ------------- |
| 広島高速3号線 宇品出入口                                    |                                                             |              |              |                        |                       |               |
| 中広宇品線                                                  | 中広宇品線                                                  | 広島市       | 南区         | 宇品IC入口             | 国道2号               |               |
| 国道487号 （宇品通り）                                      | 国道487号 （宇品通り）                                      | 広島市       | 南区         | 宇品海岸3丁目          | 国道2号               |               |
| 広島高速3号線 出島出入口 広島市道鷹野橋宇品線               | 広島高速3号線 出島出入口 広島市道鷹野橋宇品線               | 広島市       | 南区         | 広島港入口             | 国道2号               |               |
| 不通区間                                                    |                                                             |              |              |                        |                       |               |
| 広島高速3号線 吉島出入口 中島吉島線 （吉島通り）            | 広島高速3号線 吉島出入口 中島吉島線 （吉島通り）            | 広島市       | 中区         | 吉島インター入口       | 国道2号               |               |
| 横川江波線 （舟入通り）                                     | 横川江波線 （舟入通り）                                     | 広島市       | 中区         | 江波本町               | 国道2号               |               |
| 県道262号南観音観音線 （空港通り） 広島高速3号線 観音出入口 | 県道262号南観音観音線 （空港通り） 広島高速3号線 観音出入口 | 広島市       | 西区         | 広島ヘリポート北       | 国道2号               |               |
| 不通区間（太田川大橋で代替）                                |                                                             |              |              |                        |                       |               |
|                                                             |                                                             | 広島市       | 西区         | 扇1丁目                | 広島市道観音井口線    |               |
| 広島南道路（自専部） 商工センター出入口 西部流通環状線      | 広島南道路（自専部） 商工センター出入口 西部流通環状線      | 広島市       | 西区         | 扇2丁目                | 広島市道観音井口線    |               |
| 観音井口線                                                  | 観音井口線                                                  | 広島市       | 西区         | （交差点名なし）       | 広島市道観音井口線    |               |
|                                                             |                                                             | 広島市       | 西区         | 新八幡川橋東詰交差点   | 広島市道西5区231号線  |               |
|                                                             |                                                             | 広島市       | 佐伯区       | 広島はつかいち大橋西詰 | 臨港道路 廿日市草津線 |               |
|                                                             |                                                             | 廿日市市     | 廿日市市     | 木材港北               | 廿日市市道            |               |
| 県道247号廿日市港線                                         | 県道247号廿日市港線                                         | 廿日市市     | 廿日市市     | 木材港南2番            | 県道247号廿日市港線   |               |

## 構成する道路および道路管理者
複数の事業主体が分担して整備・維持管理を行っている。
自動車専用道路部
| 区間                                    | 道路名（路線名）                       | 道路管理者                |
| --------------------------------------- | -------------------------------------- | ------------------------- |
| 東部流通西出入口 - 仁保JCT              | 海田大橋（広島港臨港道路出島・海田線） | 広島県 広島港湾振興事務所 |
| 仁保JCT - 都市高速観音料金所            | 広島高速3号線（広島市道広島南道路）    | 広島高速道路公社          |
| 都市高速観音料金所 - 商工センター出入口 | 広島市道広島南道路                     | 広島市                    |

街路部
| 区間                                                | 路線名                     | 道路管理者                      |
| --------------------------------------------------- | -------------------------- | ------------------------------- |
| 日の出町交差点 - 海田大橋入口交差点                 | 広島県道276号矢野海田線    | 広島県 西部建設事務所           |
| 宇品IC入口交差点 - 広島港入口交差点                 | 国道2号                    | 国土交通省 広島国道事務所       |
| 吉島IC入口交差点 - 広島ヘリポート北交差点           | 国道2号                    | 国土交通省 広島国道事務所       |
| 扇1丁目交差点 - （交差点名なし）                    | 広島市道観音井口線         | 広島市                          |
| （交差点名なし） - 新八幡川橋東詰交差点             | 広島市道西5区231号線       | 広島市                          |
| 新八幡川橋東詰交差点 - 広島はつかいち大橋西詰交差点 | 広島港臨港道路廿日市草津線 | 広島県 広島港湾振興事務所       |
| 広島はつかいち大橋西詰交差点 - 木材港北交差点       | 廿日市市道                 | 廿日市市                        |
| 木材港北交差点 - 木材港南2番交差点                  | 広島県道247号廿日市港線    | 広島県 西部建設事務所廿日市支所 |

## 主な橋梁

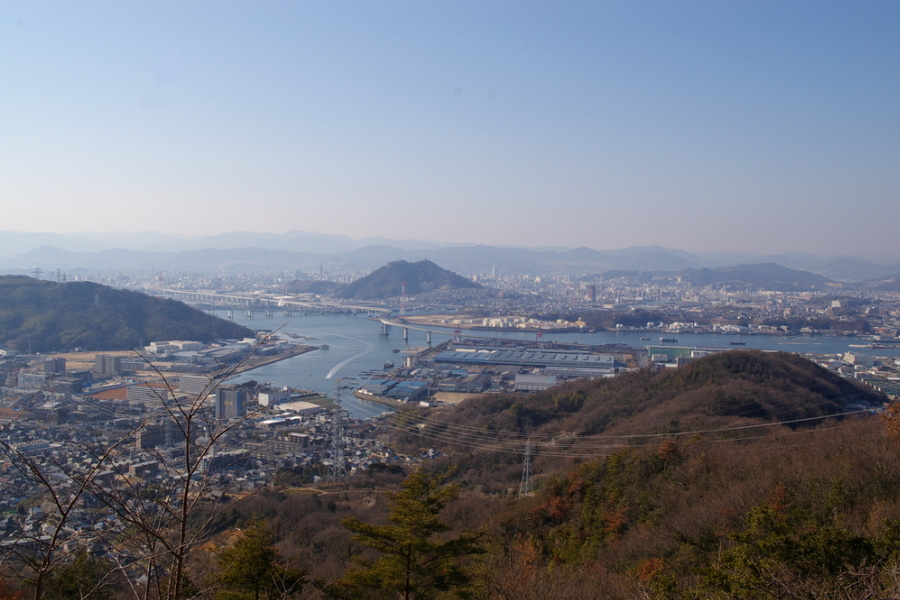
起点側海田大橋。左上に広島南道路が伸びる。

太田川下流部に形成された三角州の海岸寄りを通ることから、複数の橋梁が建設されている。

### 自動車専用道路部
- 海田大橋
- 宇品大橋
- 元安川大橋
- 本川大橋
- 天満川大橋
- 太田川大橋 : 自動車専用道路の本線下部に自転車・歩行者用の通路が設けられる[11]。

### 街路部
- 西明神橋
- 江波大橋
- 観音大橋
- 新八幡川橋
- 広島はつかいち大橋
- 榎浦大橋